# Connac
Connac település Franciaországban, Aveyron megyében. Lakosainak száma 101 fő (2022. január 1.). Connac Brasc, Brousse-le-Château, Lestrade-et-Thouels, Montclar és Réquista községekkel határos.

## Népesség
A település népessége az elmúlt években az alábbi módon változott:
| Lakosok száma | 196  | 148  | 106  | 116  | 111  | 108  | 109  | 106  | 104  | 101  |
|               | 1968 | 1982 | 1990 | 2006 | 2013 | 2015 | 2017 | 2019 | 2020 | 2022 |